# Schule Iprump-Stickgras
Die Schule Iprump-Stickgras in Delmenhorst-Iprump/Stickgras ist eine Grundschule mit den Standorten Iprump, Bremer Heerstraße 6, und Stickgras, Langenwischstraße 108.
Das ältere Schulgebäude, Langenwischstraße 108, in Delmenhorst-Stickgras ist ein Baudenkmal in Delmenhorst.

## Geschichte
Stickgras: Das zweigeschossige verklinkerte denkmalgeschützte Gebäude am Standort Stickgras wurde nach 1900 als Volksschule gebaut. Hier entstanden ab den 1970er Jahren weitere eingeschossige Klassenbauten, eine Lehrküche, eine Bücherei und 1986 die Turnhalle.
Iprump: Am Standort Iprump wurde 1910 ein erstes Gebäude gebaut und später erweitert. Es konnten dort 1950 rund 200 Kinder unterrichtet werden, nachdem die Schule erweitert wurde. Es steht das ältere eingeschossige Gebäude in Z-Form mit dem markanten zweigeschossigen halbrunden Eingang, in dem Klassenräume, Werkräume, Bücherei und Lehrküche untergebracht sind. Ein eingeschossiger Klassentrakt mit Flachdach schließt seit 1975 an das Hauptgebäude an.
Nach dem Zweiten Weltkrieg wurden sie zu Grundschulen und später zu einer Schule mit zwei Standorten vereinigt.
Aktuell (2021/22) wird die dreizügige Schule mit 12 Klassen von 19 Lehrkräften unterrichtet und von vier Betreuungskräften sowie einer Schulsozialarbeiterin begleitet. Zwei Fördervereine unterstützen die Schularbeit der jeweiligen Standorte.